# Икланд (Муреш)
Икланд (рум. Icland) насеље је у Румунији у округу Муреш у општини Ернеј. Oпштина се налази на надморској висини од 349 m.

## Становништво
Према подацима из 2002. године у насељу је живело 330 становника.

### Попис2002.
| Расподела становништва по националности 2002.‍ | Расподела становништва по националности 2002.‍ | Расподела становништва по националности 2002.‍ | Расподела становништва по националности 2002.‍ | Расподела становништва по националности 2002.‍ |
| --------------------------------------------- | --------------------------------------------- | --------------------------------------------- | --------------------------------------------- | --------------------------------------------- |
|                                               |                                               |                                               |                                               |                                               |
| Румуни                                        | Румуни                                        |                                               | 5                                             | 1,5%                                          |
| Мађари                                        | Мађари                                        |                                               | 290                                           | 87,9%                                         |
| Роми                                          | Роми                                          |                                               | 35                                            | 10,6%                                         |